# ميدي (حجة)

تعديل مصدري - تعديل

ميدي هي مدينة ومركز مديرية ميدي بمحافظة حجة اليمنية، بلغ تعداد سكانها 7377 نسمة حسب الإحصاء الذي أجري عام 2004.

## معالم ميدي
تتمثل أهم المعالم الأثرية والتاريخية في مديرية ميدي بالأجزاء القديمة من مدينة ميدي بمبانيها العتيقة التي هي الآن بحاجة ماسة إلى عمليات صيانة وترميم، نظراً لعوامل الإهمال لها من قبل الإنسان وعوامل التعرية الطبيعية عبر الزمن، بالإضافة إلى القلاع التاريخية.
كما تتميز مديرية ميدي عن بقية مديريات المحافظة بمقوماتها السياحية المتمثلة بالشواطئ الناعمة والنقية التي تشكل في حالة تهيئتها مواقع هامة لإقامة منتجعات سياحية على الشواطئ إلى جانب العديد من الجزر المتناثرة في عرض البحر، والتي مازالت بكراً وتعتبر فرصاً استثمارية مستقبلية لتنشيط سياحـة الغوص في الأعماق والتمتع بالشعاب المرجانية مختلفة الأشكال والأنواع، بالإضافة إلى مشاهدة الأحياء المائية العديدة وكل مكونات عالم ما تحت الماء
- أسواق شعبية: تنتشر في ميناء ميدي أسواق شعبية ومنتجات من المشغولات اليدوية المصنوعة من سعف النخيل بما فيها الكراسي الخشبية المحبوكة بسعف النخيل والمكانس اليدوية وغيرها من الأعمال الحرفية المحلية التي يحرص السياح على اقتنائها خلال زيارتهم للمدينة.

### أثار ميدي
- قلعة القماحية: يرجع تاريخ بناء القلعة إلى بداية القرن السادس عشر الميلادي خلال فترة الحكم العثماني الأول وشيدها العثمانيون لغرض حماية الساحل ومراقبة المياه الإقليمية المحيطة بمدينة ميدي، وهي مكونة من دورين، وقوام بنائها الطوب الآجر ومساحتها على هيئة مربع طــول واجهتها حوالي 40 متراً، ويحيط بها سور من جميع الجهات تتخلله الأبراج الدفاعية المزودة بالنوافذ من جميع الجهات لتسهيل عمليات القنص والدفاع عن القلعة. وتقع البوابـة الرئيسية للقلعة في الجهة الشرقية بعرض ثلاثة مترات وارتفاع مترين ونصف المتر، ويلي البوابة الرئيسية بهو كبير يقوم على ثمانية عقود جميلة، وعلى جانبيها يوجد سلم يؤدي إلى الدور الثاني ثم إلى السطح. ونظراً لأهميتها العسكرية فقد قام الإمام يحيى بن حميد الدين بعد خروج الأتراك بترميمها وصيانتها وإعادة بناء ما تهدم من مرافقها. وقد قامت القلعة بأدوار تاريخية كبيرة في حماية مدينة ميدي ومينائها التاريخي آنذاك، وتعد اليوم من أبرز المعالم التاريخية في ميدي.

- قلعة الإدريسي: يرجع تاريخ القلعة إلى مطلع القرن السادس عشر الميلادي، وسميت باسم الإدريسي نسبة إلى محمد علي الإدريسي الذي قام ببنائها في موقع استراتيجي يطل على مياه البحر الأحمر، وهي بمثابة أبراج دفاعية لمراقبة المياه الإقليمية بالإضافة إلى المبنى الرئيسي للقلعة الذي يقوم على مساحة خمسين متراً مربعاً وقوام البناء في القلعة الطوب الياجور ومطلية بالجص.

### جزر ميدي
- جزيرة ذو حراب:تقع غرب مدينة ميدي وتعتبر من الجزر اليمنية الهامة وذلك لأشرافها على الممر المائي في البحر الأحمر، وتبلغ مساحتها 4.56 كم مربع، وتبعد عن الساحل اليمني حوالي 49 ميلاً بحرياً (ما يعادل 84 كم) ، وهي جزيرة محاطة بالشعاب المرجانية ما يكسبها ميزة سياحية هامة لممارسة سياحية الغوص بالإضافة إلى أن الجزيرة من أهم المصائد الغنية بالأسماك الوفيرة والأحياء المائية الأخرى التي تشكل ميزة أخرى لممارسة سياحة الغوص في الجزيرة.

- جزيرة بكلان: تقع غرب مدينة ميدي، وتبلغ مساحتها 7.6 كم مربع، وتبعد عن الساحل اليمني حوالي 20 ميلاً بحرياً (ما يعادل 34 كم)، وهذه الجزيرة مأهولة بالسكان ويوجد فيها محطة لتحلية المياه وأغلب سكانها يشتغلون بصيد الأسماك. وتعتبر جزيرة الفشت وبكلان من مراكز الصيد البحري في المديرية .

- جزيرة الدويمة: جزيرة الدويمة هي عبارة عن جزيرة طويلة موازية للشريط الساحلي للبحر الأحمر وتعتبر من أفضل الجزر المؤهلة حاليًا للتنمية، حيث تبعد عن شاطئ ميدي بمسافة قدرها 300 متر ويبلغ طول الجزيرة 7 كم وعرضها1 كم. وتتدرج الكثبان الرملية ارتفاعًا في اتجاه الغرب حتى تصل إلى 5 أمتار في أقصاها. وتقع جزيرة الدويمة غرب ميناء ميدي القديم على بعد 300 متر تقريبًا بالإضافة إلى العديد من الجزر الأخرى التي تشكل في مجملها فرصا حقيقية للاستثمار في مجال السياحة البحرية المتنوعة.

- ميناء ميدي: أنشئ ميناء ميدي الحديث وفقا للتوجيهات الحكومية حيث بدأت اليمن بإنشاء الميناء على أن يكون (سمكيا) في المرحلة الأولى منه التي دخلت حيز التنفيذ منذ مطلع الثمانينيات من القرن الماضي وبلغت تكلفة المشروع حوالي سبعمائة مليون ريال واشتمل على إقامة لسان ورصيف بحري بطول يبلغ حوالي 2 كم وتعميق لمجرى الميناء بطول 6 أمتار بالإضافة إلى إنشاء عدد من المرافق والتجهيزات الفنية الخاصة بعمل الميناء. وكان العمل في البداية في هذا الميناء عام 2002 وتم على أساس أن يكون ميناء للاصطياد ولكنه اليوم نفذ ليكون أيضـاً ميناءً تجارياً يخدم المناطق الشمالية من اليمن واهمها محافظات حجة وصعدة والمحويت والجوف. وفي عام 2008 بدأ تنفيذ المرحلة الثانية للميناء والتي تشمل ساحة للمنشآت وحواجز أمواج ومغطسا يبلغ عمقه 7 أمتار، وتتكون حواجز الأملاح من حاجز أمواج جنوبي، وحاجز أمواج شمالي من الأحجار الطبيعية. والميناء اليوم لسان بحري عملاق شق وسط البحر، وحسب المعلومات إذا ما استُكمل المشروع سينافس بحار أوروبا روعة وجمالاً ويجذب سياح العالم والتجارة الدولية خاصة وأن ميدي ترتبط عبر الحدود الدولية مع السعودية ويمكن أن تكون منطقة حرة وسوقا مشتركا للبلدين الجارين.